# Remetinec
Remetinec är en ort i Kroatien.   Den ligger i länet Varaždin, i den nordöstra delen av landet, 50 km nordost om huvudstaden Zagreb. Remetinec ligger 218 meter över havet och antalet invånare är 1 547.
Terrängen runt Remetinec är kuperad söderut, men norrut är den platt. Runt Remetinec är det ganska glesbefolkat, med 48 invånare per kvadratkilometer. Närmaste större samhälle är Varaždin, 13,2 km norr om Remetinec. Omgivningarna runt Remetinec är en mosaik av jordbruksmark och naturlig växtlighet.